# Колмогорская Курья
Колмогорская Курья, в верхнем течении Виска — река в России, протекает по территории Лешуконского района Архангельской области. Устье реки находится в 225 км по левому берегу реки Мезени. Длина реки — 16 км.
Рукав Мезени, берёт свое начало напротив деревни Селище.

## Данные водного реестра
По данным государственного водного реестра России относится к Двинско-Печорскому бассейновому округу, водохозяйственный участок реки — Мезень от истока до водомерного поста у деревни Малонисогорская. Речной бассейн реки — Мезень.
Код объекта в государственном водном реестре — 03030000112103000046101.